# Webbum
Webbum, en ocasiones erróneamente denominado Arwebbum, es un género de foraminífero bentónico considerado un sinónimo posterior de Webbina de la subfamilia Nubeculinellinae, de la familia Nubeculariidae, de la superfamilia Cornuspiroidea, del suborden Miliolina y del orden Miliolida. Su especie tipo era Webbina rugosa. Su rango cronoestratigráfico abarcaba el Holoceno.

## Discusión
Clasificaciones más recientes incluirían Webbum en la superfamilia Nubecularioidea.

## Clasificación
Webbum incluye a las siguientes especies:
- Webbum rugosa